# Виноградов, Александр Иосифович
Александр Иосифович Виноградов (28 апреля 1897 — 1 сентября 1941 года) — советский военачальник, полковник, участник Первой мировой, Гражданской, и Великой Отечественной войн. 

## Биография
Александр Иосифович Виноградов родился 28 апреля 1897 года в селе Железный Мост (ныне — Семёновский район Черниговской области Украины). 
В 1916 году был призван на службу в Российскую императорскую армию. Участвовал в Первой мировой войне в составе 228-го Задонского пехотного полка. После роспуска старой армии вернулся на родину. В ноябре 1918 года поступил на службу в Рабоче-Крестьянскую Красную Армию. Участвовал в боях Гражданской войны, был стрелком в 389-м Богунском полку 1-й Украинской советской дивизии, позднее командовал взводом, ротой. Окончил дивизионную школу краскомов. В ноябре 1919 года во время боёв против Добровольческой армии получил ранение. В дальнейшем участвовал в боях против польских частей Ю. Пилсудского и формирований С. В. Петлюры.
После окончания Гражданской войны Виноградов продолжал службу в Красной Армии на различных командных должностях. В 1926 году окончил курсы «Выстрел», в 1930 году — курсы по подготовке комендантов войск военных сообщений в Киеве. С 1934 года — на преподавательской работе, сначала в Военно-морском инженерном училище имени Ф. Э. Дзержинского, затем в Ленинградском военно-политическом училище имени Ф. Энгельса.
3 июля 1941 года Виноградов был назначен командиром 7-го стрелкового полка 3-й стрелковой дивизии народного ополчения Ленинградской армии народного ополчения, в течение некоторого времени командовал этой дивизией. Когда завершилось формирование дивизии, она был отправлена на Олонецкое направление. 
Полковник Виноградов погиб в бою 1 сентября 1941 года.

## Награды
- Орден Красной Звезды (10 июня 1939 года);
- Медаль.